# Coriolanus Snow
Pour les articles homonymes, voir Snow.
Coriolanus Snow, appelé couramment Président Snow, est un personnage de fiction de la série littéraire et cinématographique Hunger Games. Il est le personnage principal du préquel Hunger Games : La Ballade du serpent et de l'oiseau chanteur, qui raconte sa jeunesse. 
Dans les quatre premières adaptations cinématographiques, le président Snow est interprété par Donald Sutherland. L'acteur a lui-même demandé à participer à la série car il pensait qu'elle inciterait les jeunes téléspectateurs à s'intéresser à la politique de la révolution. Tom Blyth joue le rôle du jeune Snow dans le film Hunger Games : La Ballade du serpent et de l'oiseau chanteur (2023).
Le personnage de Coriolanus Snow pourrait s'inspirer de l’homme politique romain Coriolan, dont la vie a servi d’inspiration à William Shakespeare pour écrire sa pièce Coriolan.

## Biographie de fiction
Snow vit à Panem, dans une Amérique du Nord futuriste et dystopienne, où la capitale appelée Capitole règne sur 12 districts. Chaque année, les Jeux de la faim ont lieu pour punir les districts d'une révolution ratée, connue sous le nom de Jours sombres. Les Jeux consistent en un combat à mort entre un tribut masculin et un tribut féminin de chaque district, jusqu'à ce qu'il n'en reste plus qu'un.

### La trilogie Hunger Games

#### Au début de la série
Snow est le Président de Panem, à la tête de tous les districts et du Capitole. Il dirige Panem d'une main de fer, écrasant les rébellions, mettant tout en œuvre pour préserver le système autoritaire et despotique. Il est indéniablement cruel et impitoyable. Ceci est étrangement cocasse au regard de son nom, Snow, qui en anglais fait référence à la neige et par extension au blanc, à la pureté.
Il se soucie des citoyens de Panem jusqu'à une certaine mesure mais sa vision des choses est biaisée puisqu'il sacrifie la majeure partie de la population (les districts) pour une minorité de privilégiés (les habitants du Capitole). 

#### Premier tome
Il s'oppose à Katniss Everdeen dès l'instant où elle se montre plus rusée que les organisateurs à la fin du premier volume car elle représente un danger. Il tente alors de la maîtriser en prenant ses proches en otage.

#### Deuxième tome
Au début du deuxième volume, il rend personnellement visite à Katniss, chez elle. Elle le compare aussitôt à un serpent et effectivement, il est manipulateur et perfide. Finnick lui apprend dans le dernier volume qu'il est devenu président en empoisonnant tous ses opposants politiques. Lorsqu'il empoisonne ses adversaires, il va jusqu'à absorber lui-même une dose de poison pour tromper leur vigilance. C'est la raison pour laquelle il arbore toujours une rose sur sa veste, dont l'odeur lui permet de cacher celle du sang, qu'il crache régulièrement. En effet, les antidotes n'ont pas toujours fonctionné et il en a résulté des ulcères.

#### Troisième tome
On apprend dans le troisième volume qu'il « prostitue » Finnick et qu'il faisait de même avec Cashmere, la vainqueur du District 1. C'est sur son ordre que Peeta subit un lavage de cerveau. Lors de sa détention avant sa mise à mort, c'est lui qui apprend à Katniss que les bombes larguées au Capitole et qui ont tué des jeunes enfants ainsi que la sœur de Katniss appartenaient au District 13 (elles sont donc le fruit du travail de Gale et Beetee). La haine de Katniss ne fait que grandir à son égard et pourtant, à la fin du troisième volume, elle choisit de tuer Coin à sa place. Snow lui, meurt lynché par la foule.